# Église de Saint-Pierre-de-l'Île-d'Orléans
Pour l’article homonyme, voir Église Saint-Pierre.
L'église de Saint-Pierre-de-l'Île-d'Orléans est située dans le village de Saint-Pierre-de-l'Île-d'Orléans à l'île d'Orléans au Québec. Construite entre 1717 et 1719, elle a été classée Immeuble patrimonial en 1958 et est considérée comme la plus ancienne église du Québec.

## Histoire
Sur le site d'une chapelle en bois datant de 1673, l'église de Saint-Pierre est construite en pierre selon un plan en croix latine entre 1717 et 1719. Le chœur est agrandi en 1775 pour répondre aux besoins. Le clocher érigé en 1788 est remplacé en 1830, la même année où une sacristie est ajoutée derrière l'église. D'abord en bois, la sacristie est reconstruite en brique en 1900.
Une porte latérale permet aux fidèles d'entrer dans l'église, excepté lors des grands événements, où l'entrée principale est utilisée. Le décor intérieur est d'abord conçu par 
le sculpteur Charles Vézina qui dote l'église d'un décor sculpté entre 1731 et 1736. Entre 1761 et 1769, Gabriel Gosselin est chargé de restaurer le décor, lourdement endommagé par les troupes britanniques lors de la Conquête en 1759. 
Avec l'agrandissement du chœur en 1775, le décor doit cependant être remanié. Le sculpteur Antoine Jacson exécute une partie des travaux, notamment pour les chapelles latérales. C'est Pierre Émond qui sculpte le tabernacle et le tombeau du maître-autel, ainsi que les cadres des trois tableaux, Le repentir de saint Pierre (1788) dans le chœur, ainsi que L'Immaculée Conception et L'Éducation de la Vierge, peints en 1800 par François Baillairgé pour les chapelles.
Enfin, l'architecte Thomas Baillairgé et le sculpteur André Paquet unissent leurs efforts pour refaire une grande partie du décor entre 1830 et 1840. C'est également Paquet qui réalise le nouveau clocher de 1830.
Le mobilier fait intervenir des éléments peu communs comme l'escalier fermé en colimaçon de la tribune arrière, les bancs avec des portes qu'on fermait jadis pour conserver la chaleur procurée par des briques chaudes et le tuyau ouvragé de l'ancien système de chauffage, encore visible au milieu de la nef et datant de 1862.
Très détériorée durant le XXe siècle et menacé de démolition, l'église est acquise par le gouvernement du Québec en 1954 avant d'être classée bien patrimonial en 1958.
L'église de Saint-Pierre-de-l'Île-d'Orléans, rare exemple d'église paroissiale du Régime français, est maintenant fermée au culte. Une église moderne est construite en 1955 à ses côtés pour la remplacer.

## Galerie

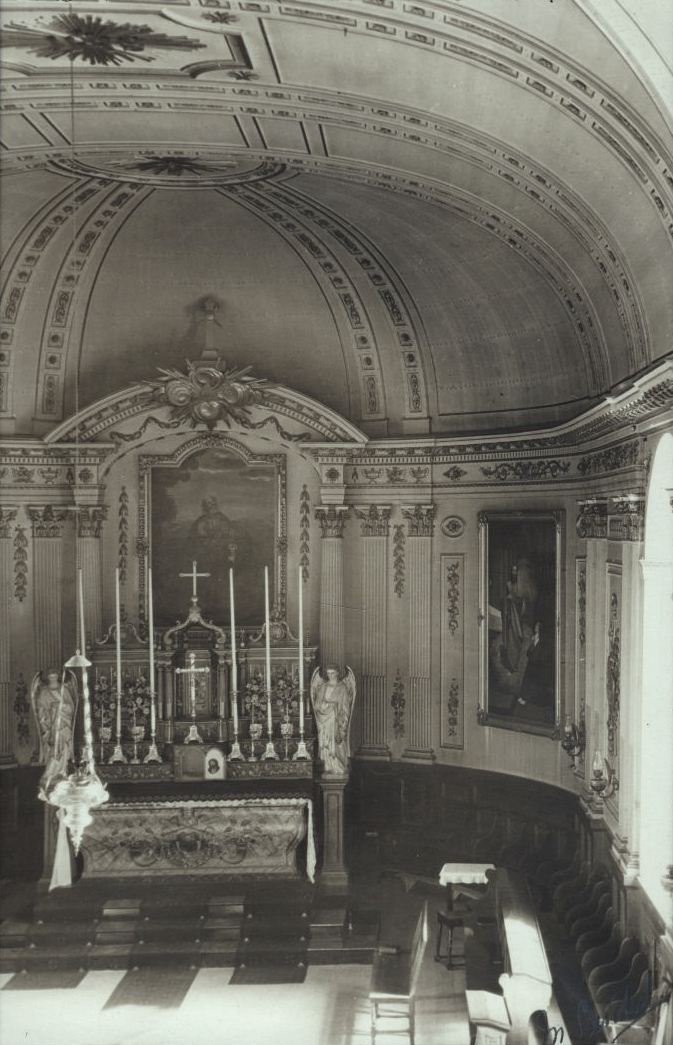
L'église Saint-Pierre-de-l'Île-d'Orléans, vers 1920
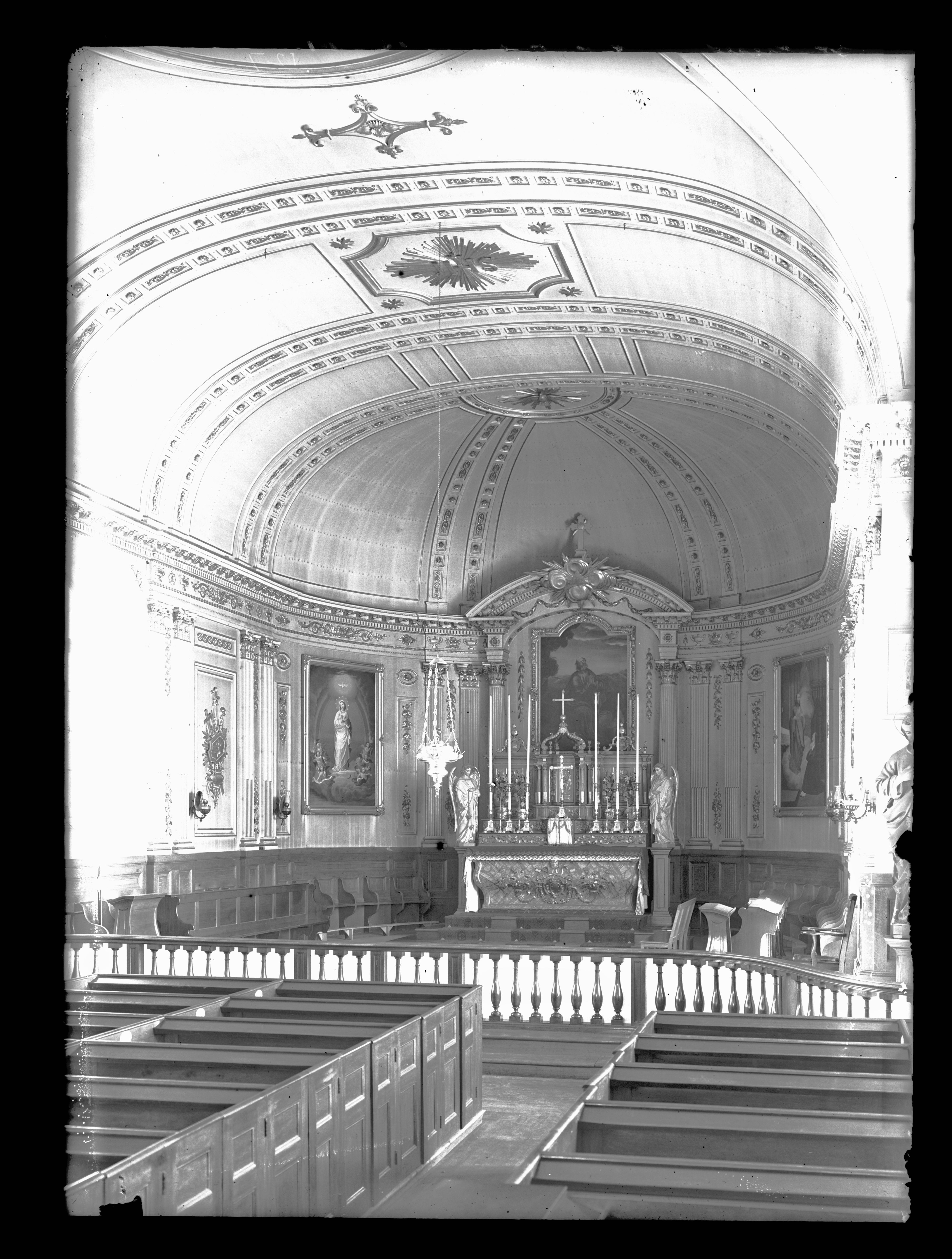
Photographie d'Edgar Gariépy, Intérieur de l'ancienne église de Saint-Pierre, Saint-Pierre-de-l'Île-d'Orléans, vers 1925
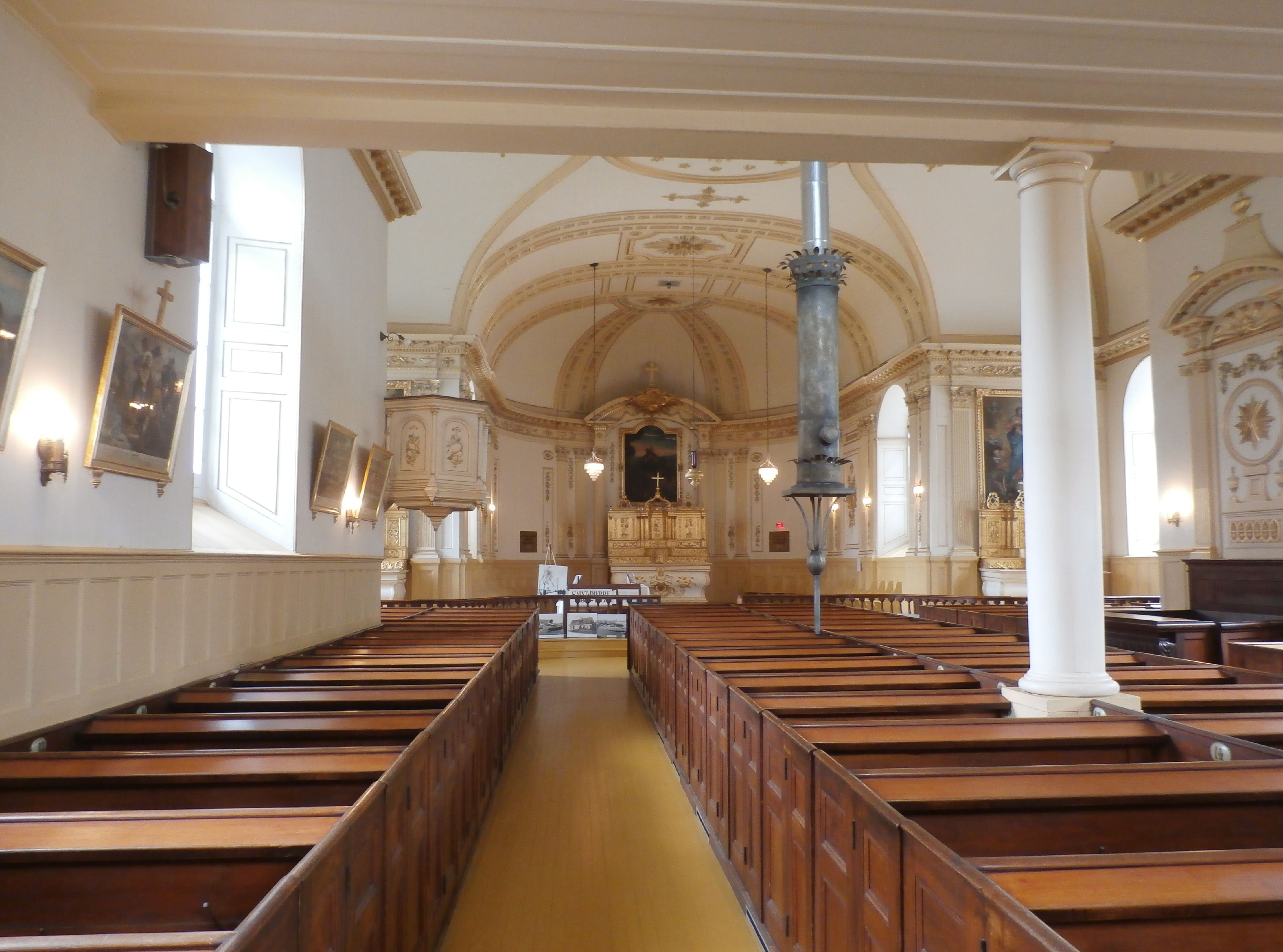
L'église de Saint-Pierre-de-l'Île-d'Orléans, 2017

## Source
- Guy-André Roy et Andrée Ruel, Le patrimoine religieux de l'île d'Orléans, Les cahiers du patrimoine, numéro 16, ministère des Affaires culturelles, 1982,  (ISBN 2-551-04575-4).